# Pealius
Pealius is een geslacht van halfvleugeligen (Hemiptera) uit de familie witte vliegen (Aleyrodidae), onderfamilie Aleyrodinae.
De wetenschappelijke naam van dit geslacht is voor het eerst geldig gepubliceerd door Quaintance & Baker in 1914. De typesoort is Aleyrodes maskelli.

## Soorten
Pealius omvat de volgende soorten:
- Pealius akebiae (Kuwana, 1911)
- Pealius amamianus Takahashi, 1963
- Pealius artocarpi (Corbett, 1935)
- Pealius azaleae (Baker & Moles, 1920)
- Pealius bangkokensis Takahashi, 1942
- Pealius bengalensis (Peal, 1903)
- Pealius cambodiensis Takahashi, 1942
- Pealius chinensis Takahashi, 1941
- Pealius cinnamomi David & Sundararaj, 1991
- Pealius cryptus Martin, 1999
- Pealius damnacanthi Takahashi, 1935
- Pealius elatostemae (Takahashi, 1932)
- Pealius elongatus (David, Sudararaj & Regu, 1991)
- Pealius euryae (Takahashi, 1955)
- Pealius ezeigwi Mound, 1965
- Pealius fici Mound, 1965
- Pealius indicus (David, 1972)
- Pealius kalawi Singh, 1933
- Pealius kankoensis (Takahashi, 1933)
- Pealius kelloggi (Bemis, 1904)
- Pealius kongosana (Takahashi, 1955)
- Pealius liquidambari (Takahashi, 1932)
- Pealius longispinus Takahashi, 1932
- Pealius machili Takahashi, 1935
- Pealius maculatus Takahashi, 1942
- Pealius madeirensis Martin, Aguiar & Pita, 1996
- Pealius maskelli (Bemis, 1904)
- Pealius misrae Singh, 1931
- Pealius mitakensis (Takahashi, 1955)
- Pealius mori (Takahashi, 1932)
- Pealius nagerkoilensis Jesudasan & David, 1991
- Pealius nilgiriensis (David, 1972)
- Pealius polygoni Takahashi, 1934
- Pealius psychotriae Takahashi, 1935
- Pealius quercus (Signoret, 1868)
- Pealius rhododendri Takahashi, 1935
- Pealius rubi Takahashi, 1936
- Pealius sairandhryensis (Meganathan & David, 1994)
- Pealius schimae Takahashi, 1950
- Pealius setosus (Danzig, 1964)
- Pealius spinosus Jesudasan & David, 1991
- Pealius splendens (David, Sudararaj & Regu, 1991)
- Pealius sutepensis Takahashi, 1942
- Pealius tuberculatus Takahashi, 1942
- Pealius walayarensis Jesudasan & David, 1991